# Michelle Dockery

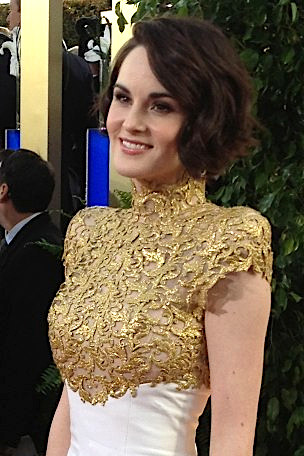
Michelle Dockery (2013)

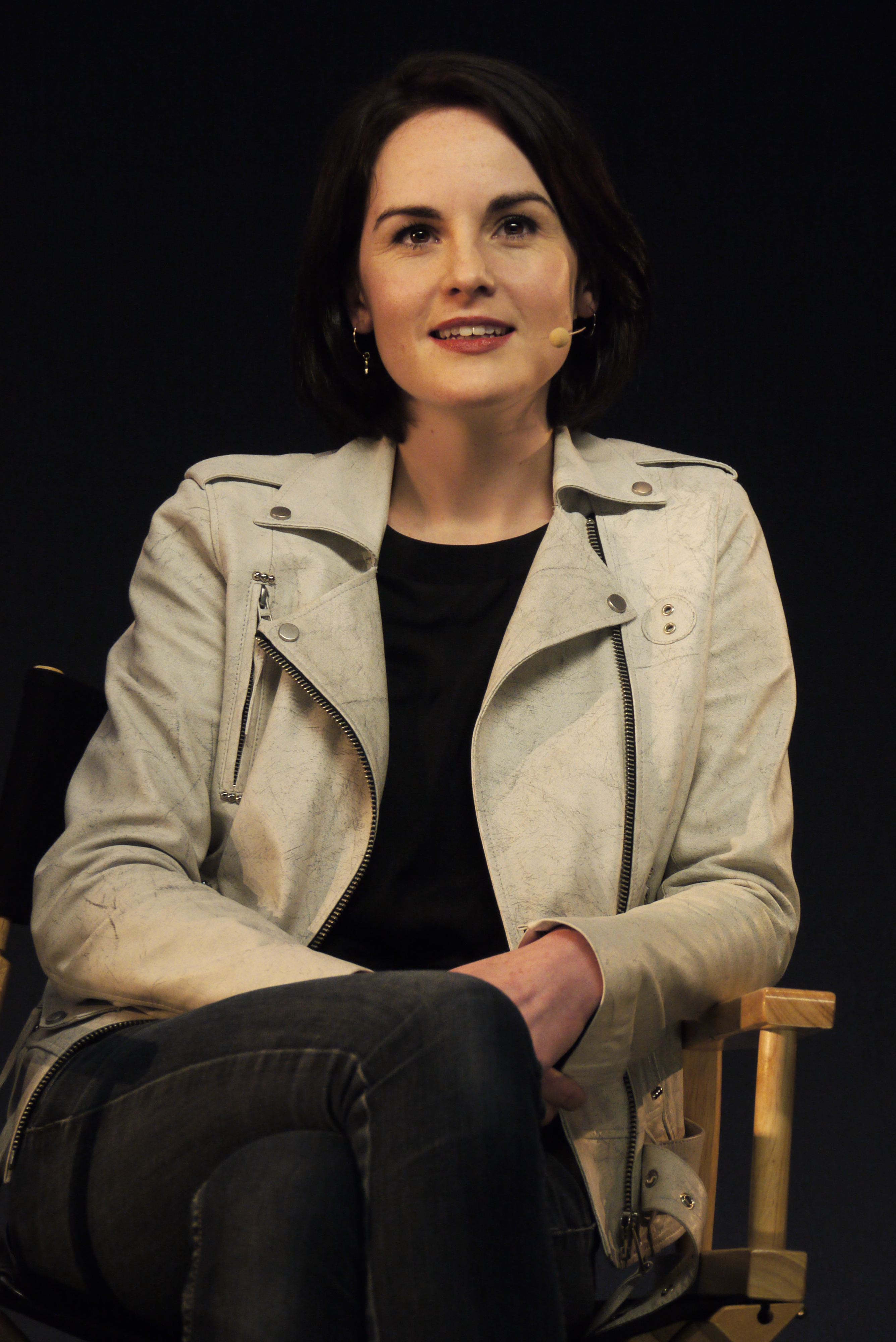
Michelle Dockery bei einer Publicity-Veranstaltung für Downton Abbey (2013)

Michelle Suzanne Dockery (* 15. Dezember 1981 in Essex) ist eine britische Schauspielerin.

## Leben

### Kindheit und Jugend
Dockery wurde 1981 in Essex geboren und wuchs zusammen mit zwei Schwestern auf.
Schon als 9-Jährige trat sie in einer Schulaufführung von Dick Whittington and His Cat auf. Ihr Vater bestand darauf, dass sie sich ihr eigenes Taschengeld verdiente. Mit diesem Geld wurden Unterrichtsstunden an der Finch Stage School bezahlt, wo sie Schauspiel- und Stepptanz-Unterricht nahm. Von ihrem Schauspiellehrer ermuntert, bewarb sie sich am National Youth Theatre in London, wo sie weitere Schauspielerfahrung sammelte. Während ihrer Ausbildung verdiente sie sich mit verschiedenen Wochenend- und Abendjobs ihr Geld, darunter als Kellnerin und in der Anzeigen-Abteilung der Londoner Tageszeitung The Times.

### Werdegang
Dockery studierte Schauspiel an der Guildhall School of Music and Drama in London, die sie 2004 abschloss. Im Jahr darauf erhielt sie ihre erste kleine Rolle in der BBC-Miniserie Fingersmith. Noch im selben Jahr begann sie eine Ausbildung am Royal National Theatre, wo sie in den folgenden 14 Monaten verschiedene kleinere Rollen in den vier Produktionen His Dark Materials, The UN Inspector, Henry IV (Teil 1 und 2) und Pillars Of The Community spielte. Für ihre Darstellung der Dina Dorf in Pillars of the Community wurde sie für den Ian Charleson Award nominiert.
2006 spielte sie in der Fernseh-Verfilmung des Terry-Pratchett-Romans Hogfather (deutscher Buchtitel: Schweinsgalopp) die Susan Sto Helit, ihre erste Fernseh-Hauptrolle.
Der Durchbruch als Theaterdarstellerin gelang Dockery im Juli 2007 in der Rolle der Eliza Doolittle in Peter Halls Umsetzung von George Bernard Shaws Pygmalion. Das Stück wurde im Theatre Royal Bath aufgeführt und wechselte im Mai 2008 zum Old Vic Theatre. Für diese Rolle erhielt sie den zweiten Preis des Ian Charleson Awards. Von Januar bis April 2008 spielte Dockery abermals in einer Produktion von Peter Hall, dem Drama Onkel Wanja, in der sie die Yelena gab.
Im Jahr 2009 spielte sie unter anderem im TV-Dreiteiler Red Riding, dem Fernsehfilm The Courageous Heart of Irena Sendler und einem Weihnachts-Special der Serie Cranford mit. Ab August 2009 drehte sie Schloss des Schreckens, eine Adaption der Novelle The Turn of the Screw von Henry James, die am 30. Dezember des Jahres gesendet wurde 2009 kehrte sie zum National Theatre zurück und gab die Maroussia in Peter Flannerys Burnt by the Sun, einer Adaption des russischen Films Die Sonne, die uns täuscht. Für diese Rolle wurde sie für den Laurence Olivier Award als beste Nebendarstellerin nominiert.
2010 erlangte Dockery durch die Rolle der Lady Mary Crawley in der britischen ITV-Dramaserie Downton Abbey, der teuersten bis dato produzierten britischen Fernsehserie, große Bekanntheit. Für ihre Darstellung in der zweiten Staffel erhielt sie 2012 eine Emmy-Nominierung. Im Herbst 2010 spielte sie die Rolle der Ophelia in Daniel Evans’ Hamlet an der Seite von John Simm im Crucible Theatre in Sheffield.
Des Weiteren erhielt sie eine Rolle im Actionthriller Wer ist Hanna? mit Eric Bana, der 2011 in die Kinos kam.
2022 war sie in der Netflix-Miniserie Anatomie eines Skandals neben Sienna Miller und Rupert Friend zu sehen.

## Filmografie (Auswahl)
- 2005: Fingersmith (Miniserie, Episode 1x03)
- 2006: Hogfather – Schaurige Weihnachten (Hogfather)
- 2007: Consent
- 2007: Dalziel and Pascoe (Fernsehserie, 2 Episoden)
- 2008: Poppy Shakespeare (Fernsehfilm)
- 2008: Heartbeat (Fernsehserie, Episode 17x14)
- 2009: Yorkshire Killer (Red Riding, Fernsehfilm)
- 2009: The Courageous Heart of Irena Sendler
- 2009: Waking the Dead – Im Auftrag der Toten (Waking The Dead, Fernsehserie, 2 Episoden)
- 2009: Cranford (Weihnachtsspecial, 1 Episode)
- 2009: Schloss des Schreckens (The Turn of the Screw)
- 2010: Spoiler (Kurzfilm)
- 2010: Shades of Beige (Kurzfilm)
- 2010–2015: Downton Abbey (Fernsehserie, 52 Episoden)
- 2011: Wer ist Hanna? (Hanna)
- 2012: Anna Karenina
- 2012: Ruhelos (Restless, TV-Zweiteiler)
- 2014: Non-Stop
- 2015: Selfless – Der Fremde in mir (Self/less)
- 2016–2017: Good Behavior (Fernsehserie, 20 Episoden)
- 2017: The Sense of an Ending
- 2017: Godless (Fernsehserie, 7 Episoden)
- 2019: Downton Abbey
- 2019: The Gentlemen
- 2020: Verschwiegen (Defending Jacob, Fernsehserie, 8 Episoden)
- 2022: Downton Abbey II: Eine neue Ära (Downton Abbey: A New Era)
- 2022: Anatomie eines Skandals (Anatomy of a Scandal, Miniserie, 6 Episoden)
- 2023: Boy Kills World
- 2024: This Town (Fernsehserie, 5 Episoden)
- 2024: Here
- 2024: Please Don't Feed the Children
- 2025: Flight Risk

## Theater-Aufführungen
| Jahr | Titel                    | Rolle             | Regisseur       | Theater                                   | Kommentar                               |
| ---- | ------------------------ | ----------------- | --------------- | ----------------------------------------- | --------------------------------------- |
| 2004 | His Dark Materials       | Jessie            | Nicholas Hytner | Royal National Theatre                    |                                         |
| 2005 | The UN Inspector         | Female Activist   | David Farr      | Royal National Theatre                    |                                         |
| 2005 | Pillars of the Community | Dina Dorf         | Marianne Elliot | Royal National Theatre                    | Nominierung für den Ian Charleson Award |
| 2005 | Henry IV                 |                   | Nicholas Hytner | Royal National Theatre                    |                                         |
| 2007 | Dying for It             | Kleopatra         | Kathy Burke     | Almeida Theatre, London                   |                                         |
| 2007 | Pygmalion                | Eliza Doolittle   | Peter Hall      | Theatre Royal Bath, Old Vic Theatre       | Zweiter Preis des Ian Charleson Award   |
| 2008 | Onkel Wanja              | Yelena            | Peter Hall      | English Touring Theatre                   |                                         |
| 2009 | Burnt by the Sun         | Maroussia         | Howard Davies   | Royal National Theatre, Lyttelton Theatre | Nominierung für Laurence Olivier Award  |
| 2010 | Hamlet                   | Ophelia           | Paul Miller     | Crucible Theatre, Sheffield               |                                         |
| 2017 | Network                  | Diana Christensen | Ivo van Hove    | Royal National Theatre                    |                                         |

## Auszeichnungen
Golden Globe Award
- 2013: Nominierung als Beste Serien-Hauptdarstellerin – Drama für Downton Abbey

Primetime Emmy Award
- 2012: Nominierung als Beste Hauptdarstellerin in einer Dramaserie für Downton Abbey
- 2014: Nominierung als Beste Hauptdarstellerin in einer Dramaserie für Downton Abbey
- 2018: Nominierung als Beste Hauptdarstellerin in einer Miniserie oder Fernsehfilm für Godless

Ian Charleson Award
- 2006: Nominierung für ihre Darbietung der Dina Dorf in Pillars of the Community[5]
- 2007: Zweiter Preis für ihre Darbietung der Eliza Doolittle in Pygmalion[6]

Laurence Olivier Award
- 2010: Nominierung in der Kategorie „Best Actress in a Supporting Role“ für Burnt by the Sun[9]

Evening Standard Award
- 2008: Nominierung für den „The Milton Shulman Award for outstanding Newcomer“ für Pygmalion[12]